# Het woud der verwachting (roman)
Het woud der verwachting is de eerste historische roman van Hella S. Haasse. De roman werd uitgegeven door Querido in 1949. Het boek is opgedragen aan Chrisje, de in april 1947 overleden dochter van Haasse.
De roman behandelt het leven van Charles d'Orléans (1394-1465). Deze middeleeuwse Franse prins uit het Huis Valois was ook dichter. De titel is gebaseerd op zijn gedicht En la forest de longue attente. In het Nederlands is dit: In het woud van lang verwachten.
Het boek werd destijds goed ontvangen in de Nederlandse pers. Het blad De Tijd schreef op 5 november 1949: "Het is niets minder dan een verheugenis ..." Eenzelfde mening kwam vanuit De Vrije Pers (29 oktober 1949) en De Volkskrant (3 december 1949). Simon Vestdijk, die zelf historische romans op zijn naam heeft staan, was echter van mening dat 'de romanvorm hier een façade is voor een historie romancée' (geromanceerde biografie). Vestdijk bekritiseerde daarmee niet het boek, maar wel de verdiensten van de schrijfster. Hij had iets anders verwacht 'dan dit nauwelijks op originaliteit aanspraak makende “navertellen” der geschiedenis’, waarvoor hij minder waardering had.
Met meer dan vijfentwintig drukken (26e druk in 2009) en vertalingen in onder meer het Spaans, Frans, Duits en Engels was de roman een groot succes.